# Jøkulskarvet
Das Jøkulskarvet (norwegisch für Gletscherberg) ist ein großer Gebirgskamm mit eisbedeckten Gipfeln im ostantarktischen Königin-Maud-Land. Im Borg-Massiv ragt er nordöstlich der Høgfonna auf.
Norwegische Kartografen, die ihn auch deskriptiv benannten, kartierten ihn anhand von Luftaufnahmen und Vermessungen der Norwegisch-Britisch-Schwedischen Antarktisexpedition (1949–1952).